# Michael Sheen
Pour les articles homonymes, voir Sheen.
Michael Sheen [ˈmaɪkəl ʃiːn], né le 5 février 1969 à Newport (pays de Galles), est un acteur gallois.

## Biographie
Michael Sheen est connu pour son rôle de Lucian, le chef des Lycans, dans la saga Underworld (de 2003 à 2009), de celui de Tony Blair dans The Queen (2006), de Simmons dans Blood Diamond (2006), et de David Frost dans Frost/Nixon(2008).
En 2009, il intègre le casting du deuxième volet de la saga Twilight interprétant le rôle d'Aro le chef des Volturi. En 2013, il incarne le Dr William Masters dans la série télé Masters of Sex, qui raconte l’histoire romancée des pionniers de la sexologie Masters et Johnson. En 2016, il joue également le rôle d'Arthur, l'androïde-barman dans le film Passengers.

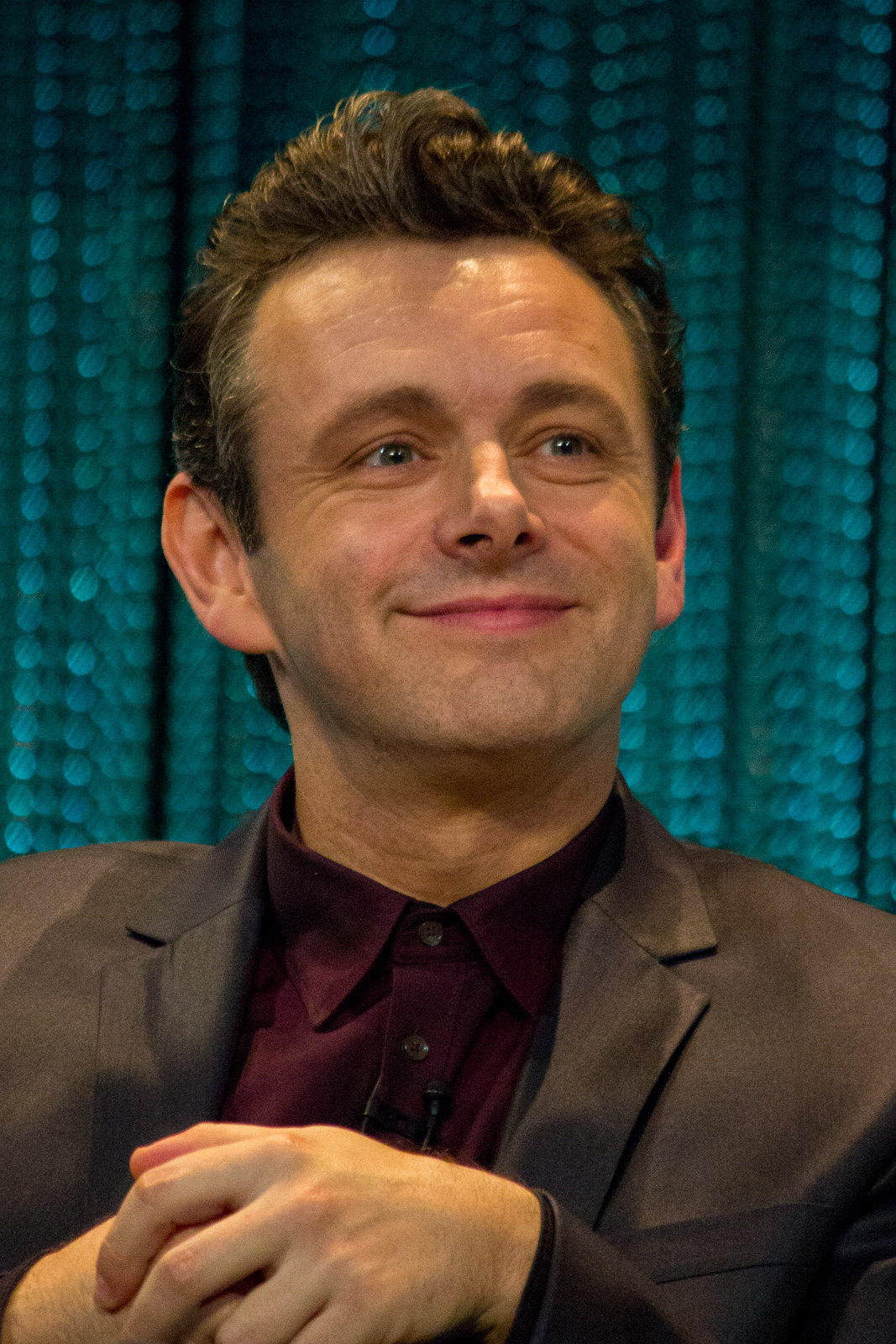
L'acteur aux Paleyfest de 2014.

En 2019, il joue le rôle d'un des personnages principaux, un ange (Aziraphale), dans la série Good Omens. Il incarne le Dr Martin Whitly / Le Chirurgien dans la série Prodigal Son (2019).

### Vie privée
(juin 2020).
Il a eu une relation avec l'actrice Kate Beckinsale entre 1995 et 2003, avec laquelle il a eu une fille Lily Mo Sheen, née en 1999. En juillet 2019, Michael Sheen annonce sur Twitter que sa partenaire, Anna Lundberg, et lui-même attendent un enfant. Leur fille prénommée Lyra naît le 23 septembre 2019. En mars 2022, le couple a annoncé via les réseaux sociaux qu'ils attendaient leur deuxième enfant ensemble. Leur fille est née le 19 mai 2022.

### Opinions politiques
Michael Sheen a souligné l'importance d'avoir une « discussion saine » sur l'indépendance galloise. En 2020, il a reçu beaucoup d'attention médiatique après avoir révélé qu'il avait rendu l'OBE en 2017 afin « d'éviter d'être un hypocrite » à la suite d'un discours citant des « torts passés » commis par l'Angleterre « pour nous fracturer, nous contrôler, nous soumettre ».
Sur le titre « Prince of Wales », Sheen déclare :
« Lorsque ce changement et les exigences traditionnelles signifieraient que le prince de Galles deviendrait une nouvelle personne et un nouvel Anglais, ce serait, je pense, un geste vraiment significatif et puissant pour que ce titre ne soit plus détenu de la même manière qu'il l'a été. avant. Je pense que ce serait une chose incroyablement significative qui se produirait. Faites une pause là-bas. Mettez certaines choses qui ont été mauvaises dans le passé. Il y a une possibilité de le faire à ce moment-là. Ne pas nécessairement par habitude et sans réfléchir, simplement poursuivre cette tradition qui a commencé comme une humiliation pour notre pays. C'est ce que c'était. C'était une humiliation. Pourquoi ne pas changer cela quand nous arrivons à ce moment où inévitablement les choses vont changer de toute façon ? ».

## Filmographie

### Cinéma
- 1995 : Othello d'Oliver Parker : Lodovico
- 1996 : Mary Reilly de Stephen Frears : Bradshaw
- 1997 : Oscar Wilde (Wilde) de Brian Gilbert : Robbie Ross
- 2002 : Heartlands de Paul Fraser : Colin
- 2002 : Frères du désert (The Four Feathers) de Shekhar Kapur : William Trench
- 2003 : Bright Young Things de Stephen Fry : Miles
- 2003 : Underworld de Len Wiseman : Lucian
- 2003 : Prisonniers du temps (Timeline) de Richard Donner : Lord Oliver
- 2004 : The Open Doors de James Rogan : Frampton Nuttel
- 2004 : Une affaire de cœur (Laws of Attraction) de Peter Howitt : Thorne Jamison
- 2004 : The Banker (court-métrage) : The Banker
- 2005 : Dead Long Enough : Harry Jones
- 2005 : Kingdom of Heaven de Ridley Scott : le prêtre du village
- 2005 : The League of Gentlemen's Apocalypse de Steve Bendelack : Jeremy
- 2006 : Underworld 2 : Évolution (Underworld: Evolution) de Len Wiseman : Lucian
- 2006 : The Queen de Stephen Frears : Tony Blair
- 2006 : Blood Diamond d'Edward Zwick : Rupert Simmons
- 2007 : Music Within de Steven Sawalich : Art
- 2007 : Airlock, or How to Say Goodbye in Space de Chris Boyle : Adam Banton (court-métrage)
- 2008 : Frost/Nixon : L'Heure de vérité (Frost/Nixon) de Ron Howard : David Frost
- 2009 : Underworld 3 : Le Soulèvement des Lycans (Underworld: Rise of the Lycans) de Patrick Tatopoulos : Lucian
- 2009 : The Damned United de Tom Hooper : Brian Clough
- 2009 : My Last Five Girlfriends de Julian Kemp : Burnam
- 2009 : Twilight, chapitre II : Tentation (The Twilight Saga: New Moon) de Chris Weitz : Aro
- 2010 : No Limit (Unthinkable) de Gregor Jordan : Younger
- 2010 : Alice au pays des merveilles (Alice in Wonderland) de Tim Burton : Nivens McTwisp / le lapin blanc (voix)
- 2010 : Clochette et l'Expédition féerique (Tinker Bell and the Great Fairy Rescue) de Bradley Raymond : Dr Martin Griffiths (voix)
- 2010 : Beautiful Boy de Shawn Ku : Bill Carroll
- 2010 : Tron : L'Héritage (Tron: Legacy) de Joseph Kosinski : Castor / Zuse
- 2011 : Minuit à Paris (Midnight in Paris) de Woody Allen : Paul
- 2011 : Jesus Henry Christ de Dennis Lee : Dr Slavkin O'Hara
- 2011 : Twilight, chapitre IV : Révélation, 1re partie (The Twilight Saga: Breaking Dawn - Part 1) de Bill Condon : Aro
- 2012 : Twilight, chapitre V : Révélation, 2e partie (The Twilight Saga: Breaking Dawn - Part 2) de Bill Condon : Aro
- 2012 : The Gospel of Us de Dave McKean : Le Professeur
- 2013 : Les Aventures extraordinaires d'un apprenti détective (Mariah Mundi and the Midas Box) de Jonathan Newman : le capitaine Will Charity
- 2013 : Admission de Paul Weitz : Mark
- 2014 : Secret d'État (Kill the Messenger) de Michael Cuesta : Fred Weil
- 2015 : Loin de la foule déchaînée (Far from the Madding Crowd) de Thomas Vinterberg : William Boldwood
- 2016 : Alice de l'autre côté du miroir (Alice Through the Looking Glass) de James Bobin : Nivens McTwisp / le lapin blanc (voix)
- 2016 : Passengers de Morten Tyldum : Arthur
- 2017 : Nocturnal Animals de Tom Ford : Carlos
- 2017 : Norman de Joseph Cedar : Philip Cohen
- 2017 : Un cœur à prendre (Home Again) de Hallie Meyers-Shyer : Austen Blume
- 2017 : La Vie, ma vie (Brad's Status) de Mike White : Craig Fisher
- 2018 : Le Bon Apôtre (Apostle) de Gareth Evans : le prophète Malcolm
- 2018 : Massacre au pensionnat (Slaughterhouse Rulez) de Crispian Mills : "The Bat"
- 2019 : Comment je suis devenue une jeune femme influente (How to Build a Girl) de Coky Giedroyc : Sigmund Freud
- 2020 : Le Voyage du Docteur Dolittle (Dolittle) de Stephen Gaghan : Dr Blair Mudfly

### Télévision

#### Séries télévisées
- 1993 : Gallowglass (émission de télévision) : Joe
- 1993 : Maigret and the Night Club Dancer : Philippe
- 1997 : The Grand (émission de télévision) : Thomas Jordan
- 1998 : Animated Epics: Beowulf (émission de télévision) : Wiglaf (voix)
- 1998 : Lost in France (émission de télévision) : Owen
- 1999 : Doomwatch: Winter Angel (émission de télévision) : Angel (voix)
- 2006 : Kenneth Williams: Fantabulosa! : Kenneth Williams
- 2006 : Ancient Rome: The Rise and Fall of an Empire (émission de télévision) : Empereur « Néron » Claudius Caesar Augustus Germanicus
- 2010 : The Special Relationship (émission de télévision) : Tony Blair
- 2010 : 30 Rock : Wesley Snipes
- 2011 : Doctor Who : The House (Saison 6, épisode 4)
- 2013 - 2016 : Masters of Sex : William Masters
- 2014 : The Spoils of Babylon : Chet Halner
- 2015 : The Spoils Before Dying
- 2019 : The Good Fight : Me Roland Blum
- 2019 - 2023 : Good Omens : l'ange Aziraphale
- 2019 - 2021 : Prodigal Son : Dr Martin Whitly / Le chirurgien (33 épisodes)
- 2020 - 2022 : Staged : lui-même (22 épisodes)

- 2020 : Quiz : Chris Tarrant
- 2022 : Sandman : Paul (1 épisode)

#### Téléfilms
- 2003 : Le Deal (The Deal) : Tony Blair
- 2004 : Dirty Filthy Love d'Adrian Shergold : Mark Furness
- 2006 : HG Wells: War with the World : H. G. Wells
- 2015 : Sept jours en enfer (7 Days in Hell) de Jake Szymanski : Caspian Wint
- 2020 : Good Omens : Lockdown : l'ange Aziraphale (voix - court-métrage)

## Distinctions

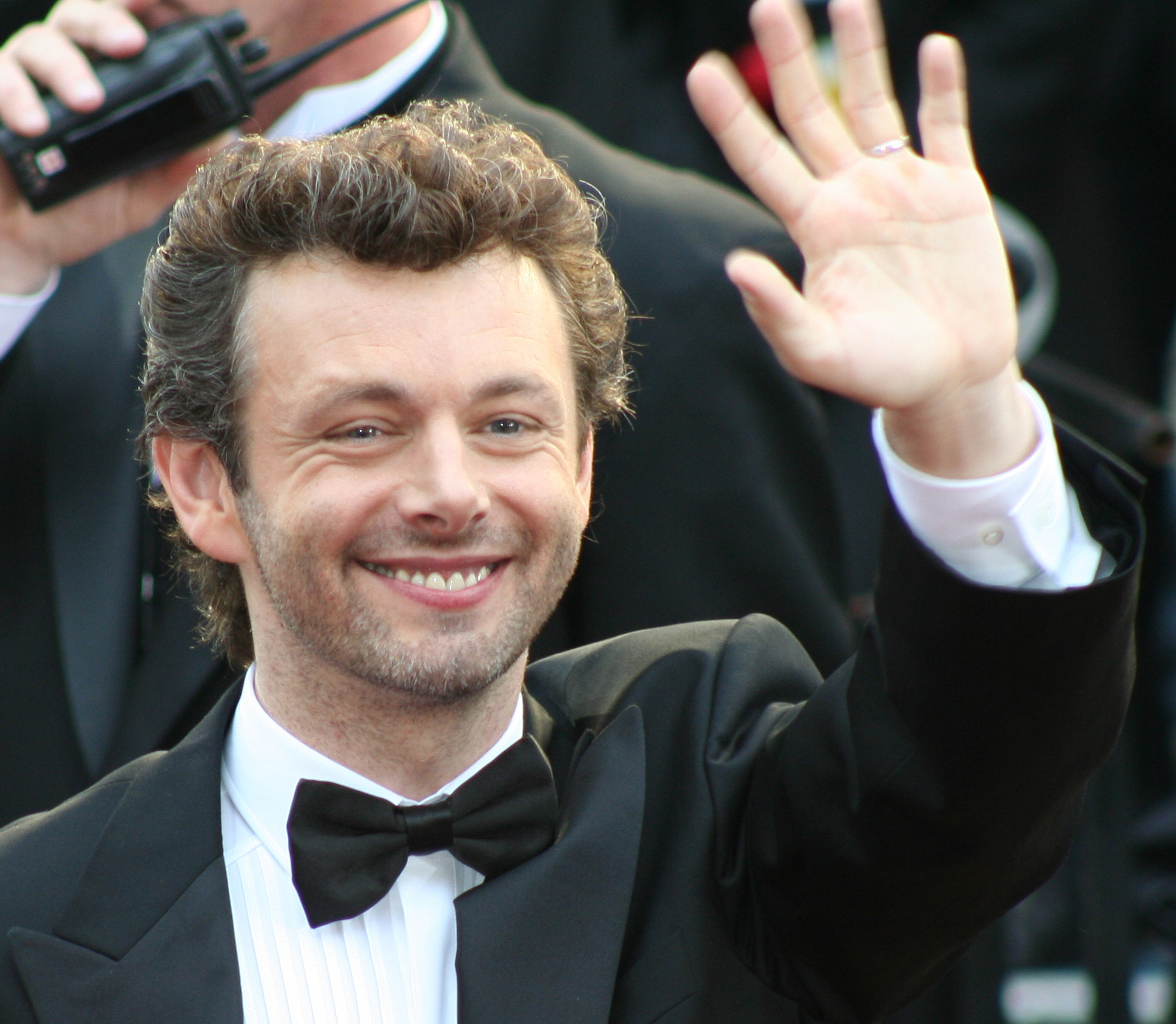
L'acteur à la 81e cérémonie des Oscars en 2009.

### Récompenses
- 2006 : International Cinephile Society Awards du meilleur acteur dans un second rôle dans un drame pour The Queen (2006).
- Los Angeles Film Critics Association Awards 2006 : Meilleur acteur dans un second rôle dans un drame pour The Queen (2006).
- New York Film Critics Online Awards 2006 : Meilleur acteur dans un second rôle dans un drame pour The Queen (2006).
- 2006 : Utah Film Critics Association Awards du meilleur acteur dans un second rôle dans un drame pour The Queen (2006).
- 2006 : Toronto Film Critics Association Awards du meilleur acteur dans un second rôle dans un drame pour The Queen (2006).
- 2007 : Gold Derby Awards du meilleur acteur dans un second rôle dans un drame pour The Queen (2006).
- 2007 : Kansas City Film Critics Circle Awards du meilleur acteur dans un second rôle dans un drame pour The Queen (2006).
- 2007 : Online Film & Television Association Awards de la meilleure révélation masculine  dans un drame pour The Queen (2006).
- 2007 : Royal Television Society Awards du meilleur acteur dans un téléfilm pour Kenneth Williams : Fantabulosa !
- BAFTA/LA Britannia Awards 2008 : Lauréat du Prix Variety
- 2009 : Evening Standard British Film Awards du meilleur acteur pour Frost/Nixon, l'heure de vérité
- 2009 : Valenciennes International Festival of Action and Adventure Films du meilleur acteur pour Frost/Nixon, l'heure de vérité
- BAFTA/LA Britannia Awards 2010 : Lauréat du Prix Britannia de l'artiste de l'année
- 2013 : BAFTA Cymru du meilleur acteur pour The Gospel of Us
- 2020 : I Talk Telly Awards du meilleur partenaire comique dans une série télévisée comique pour Staged partagé avec David Tennant
- 2021 : New York Festivals de la meilleure série télévisée comique pour Staged partagé avec Simon Evans (Cocréateur, scénariste et réalisateur), Phin Glynn (Producteur exécutif), Victor Glynn (Producteur), David Tennant (Producteur), Georgia Moffett (Productrice exécutive), Geoffrey Iles (Producteur exécutif), Axel Kuschevatzky (Producteur exécutif) et Cindy Teperman (Producteur exécutif)
- 2021 : New York Festivals du meilleur épisode comique pour Staged partagé avec Simon Evans (Cocréateur, scénariste et réalisateur), Phin Glynn (Producteur exécutif), Victor Glynn (Producteur), David Tennant (Producteur), Georgia Moffett (Productrice exécutive), Geoffrey Iles (Producteur exécutif), Axel Kuschevatzky (Producteur exécutif) et Cindy Teperman (Producteur exécutif)
- New York Festivals 2021 : Lauréat du Prix Silver Medal du meilleur épisode comique pour Staged partagé avec Simon Evans (Cocréateur, scénariste et réalisateur), Phin Glynn (Producteur exécutif), Victor Glynn (Producteur), David Tennant (Producteur), Georgia Moffett (Productrice exécutive), Geoffrey Iles (Producteur exécutif), Axel Kuschevatzky (Producteur exécutif) et Cindy Teperman (Producteur exécutif)
- New York Festivals 2021 : Lauréat du Prix Bronze Medal du meilleur épisode comique pour Staged partagé avec Simon Evans (Cocréateur, scénariste et réalisateur), Phin Glynn (Producteur exécutif), Victor Glynn (Producteur), David Tennant (Producteur), Georgia Moffett (Productrice exécutive), Geoffrey Iles (Producteur exécutif), Axel Kuschevatzky (Producteur exécutif) et Cindy Teperman (Producteur exécutif)
- 2021 : Royal Television Society de la meilleure série comique pour Staged  partagé avec Simon Evans (Cocréateur, scénariste et réalisateur), Phin Glynn (Producteur exécutif), Victor Glynn (Producteur), David Tennant (Producteur) eT Georgia Moffett (Productrice exécutive)
- 2021 : I Talk Telly Awards du meilleur partenaire comique dans une série télévisée comique pour Staged partagé avec David Tennant
- 2021 : Venice TV Awards de la meilleure série télévisée comique pour Staged partagé avec Simon Evans (Cocréateur, scénariste et réalisateur), Phin Glynn (Producteur exécutif), Victor Glynn (Producteur), David Tennant (Producteur), Georgia Moffett (Productrice exécutive), Geoffrey Iles (Producteur exécutif), Axel Kuschevatzky (Producteur exécutif) et Cindy Teperman (Producteur exécutif).

### Nominations
- British Academy Television Awards 2005 : Meilleur acteur dans un téléfilm pour Dirty Filthy Love
- 2005 : Royal Television Society Awards du meilleur acteur pour Dirty Filthy Love
- Boston Society of Film Critics Awards 2006 : Meilleur acteur dans un second rôle pour The Queen
- Chicago Film Critics Association Awards 2006 : Meilleur acteur dans un second rôle pour The Queen
- 2006 : Dallas-Fort Worth Film Critics Association Awards du meilleur acteur dans un second rôle pour The Queen
- 2006 : Indiewire Critics' Poll du meilleur acteur dans un second rôle pour The Queen
- British Academy Television Awards 2007 : Meilleur acteur dans un téléfilm pour Kenneth Williams : Fantabulosa !
- British Academy Film Awards 2007 : Meilleur acteur dans un second rôle pour The Queen
- 2007 : Broadcasting Press Guild Awards du meilleur acteur dans un téléfilm pour Kenneth Williams : Fantabulosa !
- 2007 : International Online Cinema Awards du meilleur acteur dans un second rôle pour The Queen
- 2007 : Online Film & Television Association Awards du meilleur acteur dans un second rôle pour The Queen
- St. Louis Film Critics Association Awards 2008 : Meilleur acteur dans un second rôle pour Music Within
- 2009 : London Film Critics Circle Awards du meilleur acteur britannique de l'année pour Frost/Nixon, l'heure de vérité
- 2009 : Scream Awards du meilleur acteur dans un film fantastique pour Underworld 3 : Le Soulèvement des Lycans
- Screen Actors Guild Awards 2009 : Meilleure distribution pour Frost/Nixon, l'heure de vérité
- Satellite Awards 2009 : Meilleur acteur pour The Damned United
- 2010 : Gold Derby Awards du meilleur acteur dans une mini-série ou un téléfilm pour The Special Relationship
- 2010 : Gold Derby Awards du meilleur acteur invité dans une série télévisée comique pour 30 Rock
- 2010 : IGN Summer Movie Awards du meilleur acteur dans un film de science-fiction pour Tron : L'Héritage
- 2010 : Online Film & Television Association Awards du meilleur acteur dans une mini-série ou un téléfilm pour The Special Relationship
- 2010 : Online Film & Television Association Awards du meilleur acteur invité dans une série télévisée comique pour 30 Rock
- Primetime Emmy Awards 2010 : Meilleur acteur dans une mini-série ou un téléfilm pour The Special Relationship
- Phoenix Film Critics Society Awards 2011 : Meilleure distribution pour Minuit à Paris partagé avec Owen Wilson, Rachel McAdams, Kurt Fuller, Mimi Kennedy, Nina Arianda, Carla Bruni, Yves Heck, Alison Pill, Corey Stoll, Tom Hiddleston, Sonia Rolland, Kathy Bates, Marion Cotillard, Léa Seydoux et Adrien Brody
- 2012 : Gold Derby Awards de la meilleure distribution pour Minuit à Paris  partagé avec Nina Arianda, Kathy Bates, Adrien Brody, Marion Cotillard, Kurt Fuller, Tom Hiddleston, Mimi Kennedy, Rachel McAdams, Alison Pill, Corey Stoll et Owen Wilson
- Screen Actors Guild Awards 2012 : Meilleure distribution pour Minuit à Paris partagé avec Kathy Bates, Adrien Brody, Carla Bruni, Marion Cotillard, Rachel McAdams et Owen Wilson
- 2013 : IGN Summer Movie Awards du meilleur acteur TV dans une série télévisée dramatique pour Masters of Sex
- Critics' Choice Television Awards 2014 : Meilleur acteur dans une série dramatique pour Masters of Sex
- Golden Globes 2014 : Meilleur acteur dans une série dramatique pour Masters of Sex
- Satellite Awards 2014 : Meilleur acteur dans une série dramatique pour Masters of Sex
- Satellite Awards 2015 : Meilleur acteur dans une série dramatique pour Masters of Sex
- 2017 : BAFTA Cymru du meilleur acteur pour Aberfan: The Green Hollow
- 2018 : Fright Meter Awards du meilleur acteur dans un second rôle pour Le Bon Apôtre
- 2019 : BAFTA Cymru du meilleur acteur pour Le Bon Apôtre
- Saturn Awards 2019 : Meilleur acteur dans une série télévisée fantastique pour Good Omens
- 2020 : Online Film & Television Association Awards du meilleur acteur dans un second rôle dans une mini-série pour Quiz
- 2020 : TV Times Awards de l'acteur préféré dans une mini-série pour Quiz
- British Academy Television Awards 2021 : Meilleur acteur dans une mini-série pour Quiz
- 2021 : BAFTA Cymru du meilleur acteur dans une mini-série pour Quiz
- 2021 : Festival de la Rose d'or de la meilleure série comique pour Staged  partagé avec Simon Evans (Cocréateur, scénariste et réalisateur), Phin Glynn (Producteur exécutif), Victor Glynn (Producteur), David Tennant (Producteur) et Georgia Moffett (Productrice exécutive)
- 2022 : Broadcast Awards du meilleur programme de confinement pour Staged  partagé avec Simon Evans (Cocréateur, scénariste et réalisateur), Phin Glynn (Producteur exécutif), Victor Glynn (Producteur), David Tennant (Producteur), Georgia Moffett (Productrice exécutive), GCB Films, Infinity Hill et BBC One

## Voix francophones
En France, Stéphane Ronchewski et William Coryn sont les voix les plus régulières de Michael Sheen. Éric Legrand et Pierre Tessier l'ont également doublé respectivement à six et quatre reprises.
Au Québec, François Godin est la voix régulière de l'acteur. Jacques Lavallée l'a également doublé à cinq reprises.
En France
| - Stéphane Ronchewski dans : - Ancient Rome: The Rise and Fall of an Empire (en) (série télévisée) - Heartlands (en) - Twilight, chapitre II : Tentation - Twilight, chapitre IV : Révélation, 1re partie - Twilight, chapitre V : Révélation, 2e partie - Norman - Le Voyage du Docteur Dolittle - William Coryn dans : - Tron : l'Héritage - Alice au pays des Merveilles (voix) - Clochette et l'expédition Féerique (voix) - Les Aventures Extraordinaires d'un Apprenti Détective (téléfilm) - Alice de l'autre côté du miroir (voix) - Passengers - Le Bon Apôtre - Éric Legrand dans : - 30 Rock (série télévisée) - Blood Diamond - Frost/Nixon, l'heure de vérité - The Damned United - No Limit - Admission | - Pierre Tessier dans : - Mary Reilly - Prodigal Son (série télévisée) - Quiz (mini-série) - Pour Marnie (en) (série télévisée) - Joël Zaffarano dans : - Underworld - Underworld 2 : Évolution - Secret d'État - Bruno Choël dans : - The Queen - Loin de la foule déchaînée - Boris Rehlinger dans : - Underworld 3 : Le Soulèvement des Lycans - The Good Fight (série télévisée) Et aussi - Thomas Roditi dans Prisonniers du temps - Axel Kiener dans Une affaire de cœur - Xavier Fagnon dans Minuit à Paris - Franck Dacquin (Belgique) dans Masters of Sex (série télévisée) - Laurent Morteau dans The Spoils of Babylon (mini-série) - Bernard Gabay dans Nocturnal Animals - Anatole de Bodinat dans Good Omens (mini-série) |

Au Québec
| - François Godin dans : - Mary Reilly - Prisonniers du temps - La Force de l'attraction - La Saga Twilight : Tentation - Tron : L'Héritage - La Saga Twilight : Révélation, partie 1 - Admission - Passagers - Bienvenue à la maison - Jacques Lavallée dans : - Les Quatre Plumes - Monde infernal - Monde infernal : La révolte des Lycans - Frost/Nixon - Animaux nocturnes | - Tristan Harvey dans : - Musique en soi - Alice au pays des merveilles (voix) - François Sasseville dans : - Le Diamant de sang - Doolittle Et aussi - Martin Watier dans Le Deal |